# Liste der Baudenkmale in Blender (Landkreis Verden)
In der Liste der Baudenkmale in Blender sind alle Baudenkmale der niedersächsischen Gemeinde Blender aufgelistet. Die Quelle der  Baudenkmale ist der Denkmalatlas Niedersachsen. Der Stand der Liste ist der 21. November 2020.

## Allgemein
In den Spalten befinden sich folgende Informationen:
- Lage: die Adresse des Baudenkmales und die geographischen Koordinaten. Kartenansicht, um Koordinaten zu setzen. In der Kartenansicht sind Baudenkmale ohne Koordinaten mit einem roten Marker dargestellt und können in der Karte gesetzt werden. Baudenkmale ohne Bild sind mit einem blauen Marker gekennzeichnet, Baudenkmale mit Bild mit einem grünen Marker.
- Bezeichnung: Bezeichnung des Baudenkmales
- Beschreibung: die Beschreibung des Baudenkmales. Unter § 3 Abs. 2 NDSchG werden Einzeldenkmale und unter § 3 Abs. 3 NDSchG Gruppen baulicher Anlagen und deren Bestandteile ausgewiesen.
- ID: die Objekt-ID des Baudenkmales
- Bild: ein Bild des Baudenkmales, ggf. zusätzlich mit einem Link zu weiteren Fotos des Baudenkmals im Medienarchiv Wikimedia Commons. Wenn man auf das Kamerasymbol klickt, können Fotos zu Baudenkmalen aus dieser Liste hochgeladen werden:

## Blender

### Gruppe: Gruppe Ev. Kirche Blender
Die Gruppe „Gruppe Ev. Kirche Blender“ hat die ID 34305357.

| Lage                                 | Bezeichnung       | Beschreibung | ID       | Bild |
| ------------------------------------ | ----------------- | ------------ | -------- | ---- |
| Kirchweg 1 52° 55′ 36″ N, 9° 8′ 9″ O | Kirche zu Blender |              | 34307604 |      |
| Kirchweg 52° 55′ 37″ N, 9° 8′ 8″ O   | Kirchhof          |              | 34307630 | BW   |
| Kirchweg 52° 55′ 36″ N, 9° 8′ 7″ O   | Kriegerdenkmal    |              | 34307652 | BW   |

### Einzelbaudenkmale
| Lage                                   | Bezeichnung              | Beschreibung | ID       | Bild |
| -------------------------------------- | ------------------------ | ------------ | -------- | ---- |
| Meierkamp 52° 55′ 42″ N, 9° 8′ 3″ O    | Speicher                 |              | 34308138 | BW   |
| Mühlenberg 1 52° 55′ 28″ N, 9° 8′ 2″ O | Wohn-/Wirtschaftsgebäude |              | 34308418 | BW   |

## Oiste

### Gruppe: Vorm Dorfe / Oister Dorfstraße
Die Gruppe „Vorm Dorfe / Oister Dorfstraße“ hat die ID 39555975.

| Lage                                     | Bezeichnung | Beschreibung | ID       | Bild |
| ---------------------------------------- | ----------- | ------------ | -------- | ---- |
| Vorm Dorfe 10 52° 54′ 46″ N, 9° 9′ 21″ O | Kirche      | Kirche Oiste | 34307702 |      |
| Vorm Dorfe 10 52° 54′ 46″ N, 9° 9′ 19″ O | Kirchhof    |              | 34307728 | BW   |
| Vorm Dorfe 12 52° 54′ 47″ N, 9° 9′ 19″ O | Schule      |              | 39555975 | BW   |
| Vorm Dorfe 18 52° 54′ 47″ N, 9° 9′ 25″ O | Pfarrhaus   |              | 34308055 | BW   |
| Vorm Dorfe 18 52° 54′ 46″ N, 9° 9′ 26″ O | Scheune     |              | 34308085 | BW   |

## Varste

### Gruppe: Park, Gut Varste
Die Gruppe „Park, Gut Varste“ hat die ID 34305402.

| Lage                                    | Bezeichnung    | Beschreibung | ID       | Bild |
| --------------------------------------- | -------------- | ------------ | -------- | ---- |
| Gut Varste 1 52° 55′ 12″ N, 9° 8′ 37″ O | Gartenhaus     |              | 34307978 | BW   |
| Gut Varste 1 52° 55′ 10″ N, 9° 8′ 38″ O | Parkgrundstück |              | 34307920 | BW   |
| Gut Varste 1 52° 55′ 15″ N, 9° 8′ 38″ O | Zufahrtsallee  |              | 34307945 | BW   |

### Einzelbaudenkmale
| Lage                                            | Bezeichnung              | Beschreibung | ID       | Bild |
| ----------------------------------------------- | ------------------------ | ------------ | -------- | ---- |
| Varster Dorfstraße 16 52° 55′ 6″ N, 9° 8′ 39″ O | Wohn-/Wirtschaftsgebäude |              | 34308367 | BW   |
| An'n Bööm'kamp 1 52° 55′ 3″ N, 9° 8′ 35″ O      | Wohn-/Wirtschaftsgebäude |              | 34308001 | BW   |
| An'n Bööm'kamp 1 52° 55′ 3″ N, 9° 8′ 36″ O      | Nebengebäude             |              | 34308030 | BW   |
| Hinnersweg 1 52° 55′ 0″ N, 9° 8′ 59″ O          | Speicher                 |              | 34307773 | BW   |

## Intschede

### Gruppe: Wasserkraftwerk Langwedel
Die Gruppe „Wasserkraftwerk Langwedel“ hat die ID 34306623.

| Lage                       | Bezeichnung | Beschreibung        | ID       | Bild |
| -------------------------- | ----------- | ------------------- | -------- | ---- |
| 52° 57′ 47″ N, 9° 9′ 9″ O  | Kraftwerk   | Laufwasserkraftwerk | 34308535 | BW   |
| 52° 57′ 47″ N, 9° 9′ 9″ O  | Brücke      |                     | 34308510 | BW   |
| 52° 57′ 49″ N, 9° 9′ 10″ O | Wehr        |                     | 34308560 | BW   |

### Gruppe: Hofanlage Intscheder Dorfstraße 42
Die Gruppe „Hofanlage Intscheder Dorfstraße 42“ hat die ID 34305434.

| Lage                                                | Bezeichnung              | Beschreibung | ID       | Bild |
| --------------------------------------------------- | ------------------------ | ------------ | -------- | ---- |
| Intscheder Dorfstraße 42 52° 57′ 36″ N, 9° 8′ 33″ O | Wohn-/Wirtschaftsgebäude |              | 34308184 | BW   |
| Intscheder Dorfstraße 42 52° 57′ 37″ N, 9° 8′ 32″ O | Scheune/Stall            |              | 34308209 | BW   |

### Einzelbaudenkmale
| Lage                                                | Bezeichnung              | Beschreibung                   | ID       | Bild           |
| --------------------------------------------------- | ------------------------ | ------------------------------ | -------- | -------------- |
| Intscheder Dorfstraße 32 52° 57′ 33″ N, 9° 8′ 24″ O | Wohn-/Wirtschaftsgebäude |                                | 34308393 | BW             |
| Swalbensteert 3 52° 57′ 31″ N, 9° 8′ 21″ O          | Wohn-/Wirtschaftsgebäude |                                | 34308312 | BW             |
| An der Aue 4 52° 57′ 26″ N, 9° 8′ 15″ O             | Wohn-/Wirtschaftsgebäude |                                | 34308287 | BW             |
| An der Aue 4 52° 57′ 26″ N, 9° 8′ 15″ O             | Speicher                 |                                | 34307870 | BW             |
| Intscheder Dorfstraße 52° 57′ 17″ N, 9° 8′ 16″ O    | Speicher                 |                                | 34307821 | BW             |
| Intscheder Dorfstraße 52° 57′ 15″ N, 9° 8′ 16″ O    | Kirche                   | St.-Michaelis-Kirche Intschede | 34307845 | Weitere Bilder |
| An der Aue 22 52° 57′ 13″ N, 9° 8′ 20″ O            | Wohn-/Wirtschaftsgebäude |                                | 34308584 | BW             |
| Schulweg 8 52° 56′ 50″ N, 9° 8′ 59″ O               | Wohn-/Wirtschaftsgebäude |                                | 34308114 | BW             |